# 1958-as indianapolisi 500
A 42. alkalommal megrendezett indianapolisi 500 mérföldes verseny volt az 1958-as Formula–1 világbajnokság negyedik futama, amelyet 1958. május 30-án rendeztek meg.
Az indianapolisi 500 mérföldes verseny első edzésén részt vett Juan Manuel Fangio is, de úgy döntött, hogy nem indul az időmérőn, mivel autója túl lassú és megbízhatatlan volt. Ennek köszönhetően ismét csak amerikai pilóta mérte össze erejét. Dick Rathmann indulhatott az élről, mellőle Ed Elisian és Jimmy Reece vághatott neki a 200 körös futamnak. A mezőny minden gond nélkül hajtott át az első két kanyaron, de a harmadiknál Elisian elvesztette uralmát a kormány felett, és a falnak csapódott, magával sodorva Rathmannt is. Reece megcsúszott, Bob Veith és Pat O'Connor pedig nekiütközött. Utóbbi autója tizenöt métert repült a levegőben, a feje tetején ért földet, majd lángokban tört ki. Bár O'Connor elégett a balesetben, de valószínűleg súlyos koponyasérülésébe azonnal belehalt volna. A balesetsorozatnak Jerry Unser is részese volt, ő vállficamot szenvedett, miután autója a falnakcsapódást követően felborult. A versenyt végül újraindították, amelyet Jimmy Bryan nyert meg George Amick és Johnny Boyd előtt.
| Helyezés | Rajthely | Rajtszám | Versenyző         | Gyártó                   | Átlag seb. | Start | Körök száma | Élen | Idő/Kiesés oka   | Pontszám |
| -------- | -------- | -------- | ----------------- | ------------------------ | ---------- | ----- | ----------- | ---- | ---------------- | -------- |
| 1        | 7        | 1        | Jimmy Bryan       | Epperly-Offenhauser      | 144,18     | 1     | 200         | 139  | 3:44:13,80       | 8        |
| 2        | 25       | 99       | George Amick      | Epperly-Offenhauser      | 142,71     | 8     | 200         | 18   | + 27,63          | 6        |
| 3        | 8        | 9        | Johnny Boyd       | Kurtis Kraft-Offenhauser | 144,02     | 24    | 200         | 18   | + 1:09,67        | 4        |
| 4        | 9        | 33       | Tony Bettenhausen | Epperly-Offenhauser      | 143,91     | 9     | 200         | 24   | + 1:34,81        | 4        |
| 5        | 20       | 2        | Jim Rathmann      | Epperly-Offenhauser      | 143,14     | 10    | 200         | 0    | + 1:35,62        | 2        |
| 6        | 3        | 16       | Jimmy Reece       | Watson-Offenhauser       | 145,51     | 14    | 200         | 0    | + 2:16,95        |          |
| 7        | 13       | 26       | Don Freeland      | Phillips-Offenhauser     | 143,03     | 3     | 200         | 0    | + 2:21,06        |          |
| 8        | 19       | 44       | Jud Larson        | Watson-Offenhauser       | 143,51     | 16    | 200         | 0    | + 5:34,02        |          |
| 9        | 26       | 61       | Eddie Johnson     | Kurtis Kraft-Offenhauser | 142,67     | 11    | 200         | 0    | + 6:15,76        |          |
| 10       | 33       | 54       | Bill Cheesbourg   | Kurtis Kraft-Novi        | 142,54     | 25    | 200         | 0    | + 8:03,59        |          |
| 11       | 21       | 52       | Al Keller         | Kurtis Kraft-Offenhauser | 142,93     | 29    | 200         | 0    | + 9:14,20        |          |
| 12       | 6        | 45       | Johnnie Parsons   | Kurtis Kraft-Offenhauser | 144,68     | 18    | 200         | 0    | + 9:40,85        |          |
| 13       | 30       | 19       | Johnnie Tolan     | Kuzma-Offenhauser        | 142,3      | 6     | 200         | 0    | + 9:52,24        |          |
| 14       | 17       | 65       | Bob Christie      | Kurtis Kraft-Offenhauser | 142,25     | 30    | 189         | 0    | Kicsúszás        |          |
| 15       | 32       | 59       | Dempsey Wilson    | Kuzma-Offenhauser        | 134,27     | 32    | 151         | 0    | Tűz              |          |
| 16       | 12       | 29       | A.J. Foyt         | Kuzma-Offenhauser        | 143,13     | 33    | 148         | 0    | Kicsúszás        |          |
| 17       | 31       | 77       | Mike Magill       | Kurtis Kraft-Offenhauser | 142,27     | 15    | 136         | 0    | Kizárva          |          |
| 18       | 14       | 15       | Paul Russo        | Kurtis Kraft-Novi        | 142,95     | 31    | 122         | 0    | Gázadagoló       |          |
| 19       | 23       | 83       | Shorty Templeman  | Kurtis Kraft-Offenhauser | 142,81     | 17    | 116         | 0    | Fékek            |          |
| 20       | 11       | 8        | Rodger Ward       | Lesovsky-Offenhauser     | 143,26     | 20    | 93          | 0    | Elektromágnes    |          |
| 21       | 15       | 43       | Billy Garrett     | Kurtis Kraft-Offenhauser | 142,77     | 13    | 80          | 0    | Elektromágnes    |          |
| 22       | 18       | 88       | Eddie Sachs       | Kuzma-Offenhauser        | 144,66     | 21    | 68          | 1    | Váltó/erőátvitel |          |
| 23       | 22       | 7        | Johnny Thomson    | Kurtis Kraft-Offenhauser | 142,9      | 7     | 52          | 0    | Kormánymű        |          |
| 24       | 29       | 89       | Chuck Weyant      | Dunn-Offenhauser         | 142,6      | 19    | 38          | 0    | Baleset          |          |
| 25       | 10       | 25       | Jack Turner       | Lesovsky-Offenhauser     | 143,43     | 28    | 21          | 0    | Benzinpumpa      |          |
| 26       | 4        | 14       | Bob Veith         | Kurtis Kraft-Offenhauser | 144,88     | 12    | 1           | 0    | Baleset          |          |
| 27       | 1        | 97       | Dick Rathmann     | Watson-Offenhauser       | 145,97     | 4     | 0           | 0    | Baleset          |          |
| 28       | 2        | 5        | Ed Elisian        | Watson-Offenhauser       | 145,92     | 2     | 0           | 0    | Baleset          |          |
| 29       | 5        | 4        | Pat O'Connor      | Kurtis Kraft-Offenhauser | 144,82     | 5     | 0           | 0    | Halálos baleset  |          |
| 30       | 16       | 31       | Paul Goldsmith    | Kurtis Kraft-Offenhauser | 142,74     | 23    | 0           | 0    | Baleset          |          |
| 31       | 24       | 92       | Jerry Unser       | Kurtis Kraft-Offenhauser | 142,75     | 22    | 0           | 0    | Baleset          |          |
| 32       | 27       | 68       | Len Sutton        | Kurtis Kraft-Offenhauser | 142,65     | 26    | 0           | 0    | Baleset          |          |
| 33       | 28       | 57       | Art Bisch         | Kuzma-Offenhauser        | 142,63     | 27    | 0           | 0    | Baleset          |          |